# Medalha Defensor da Pátria
A Medalha "Defensor da Pátria" (em ucraniano:  Медаль «Захиснику Вітчизни», transl. Medalʹ «Zakhysnyku Vitchyzny») é uma medalha comemorativa da Ucrânia. Foi criada em 8 de outubro de 1999 pelo decreto presidencial n.º 1299, sendo outorgada pelo Governo da Ucrânia.

## História
A Medalha "Defensor da Pátria" foi estabelecida pelo Decreto do Presidente da Ucrânia, Leonid Kuchma, nº 1299/99 de 8 de outubro de 1999, em comemoração ao 55º aniversário da libertação da Ucrânia dos invasores nazistas na Grande Guerra Patriótica de 1941-1945, pela coragem e bravura pessoais dos defensores da Pátria. O mesmo Decreto aprovou o Regulamento sobre a insígnia e descrição da medalha.
Em 16 de março de 2000, o Conselho Supremo da Ucrânia adotou a Lei “Sobre Prêmios Estatais da Ucrânia”, que estabeleceu o prêmio estatal da Ucrânia – a medalha “Defensor da Pátria”. A lei estipulou que seu efeito se estenderia às relações jurídicas relacionadas à concessão de insígnias do Presidente da Ucrânia a pessoas agraciadas. O Presidente foi aconselhado a alinhar suas decisões com a Lei adotada.
Em 30 de janeiro de 2015, por Decreto do Presidente da Ucrânia, Petro Poroshenko, foram aprovados novos regulamentos sobre a medalha e sua aparência. O mesmo decreto revogou o Decreto Presidencial de 8 de outubro de 1999 n.º 1299/99.

## Características
A Medalha "Defensor da Pátria" tem dois modelos, sendo o primeiro no padrão de fita pentagonal soviético enquanto o novo modelo pende de uma fita no estilo ocidental; a medalha não sofreu alteração. A barreta da medalha é uma placa de metal retangular de 12mm de altura e 28mm de largura, coberta com uma fita correspondente de acordo com o modelo. A medalha é usada no lado esquerdo do peito, depois da medalha "Por Serviço Impecável" de 1º, 2º e 3º graus.
A medalha é feita de latão e tem o formato de um círculo com diâmetro de 32mm. O anverso da medalha representa um escudo sobreposto a uma espada no centro, e uma meia-coroa de folhas de louro e carvalho no lado direito. No escudo estão os contornos da fronteira do Estado da Ucrânia e a inscrição "Україна", significando Ucrânia. No topo da medalha, em um semi-círculo, está a inscrição “Ao Defensor da Pátria”. Todas as imagens são em relevo, com a medalha emoldurada por uma borda. No reverso da medalha há uma imagem de ramos de louro.
Na sua versão original, a medalha pende de um bloco pentagonal no estilo soviético, coberto por uma fita moiré de seda azul de 24mm de largura, por meio de um ilhó e um anel. No meio da fita há cinco listras, três pretas e duas laranjas. As listras pretas externas são emolduradas por estreitas listras laranja. As bordas da fita são emolduradas por estreitas listras amarelas. No segundo modelo, usando um anel com ilhó, a medalha é conectada a um bloco retangular de 42mm de altura, coberto com uma fita de seda moiré azul de 28mm de largura, com duas listras longitudinais de cor amarela (2mm cada) a uma distância de 2mm das bordas e, em seguida, duas listras de cor cinza (5mm cada). Na parte inferior da fiança há um suporte fino de metal com uma saliência arredondada e um furo no meio. Na parte de trás do bloco há um fecho para prender a medalha à fita; com 2mm de altura, 30mm de largura e com a altura da saliência arredondada de 2mm.

## Agraciamento

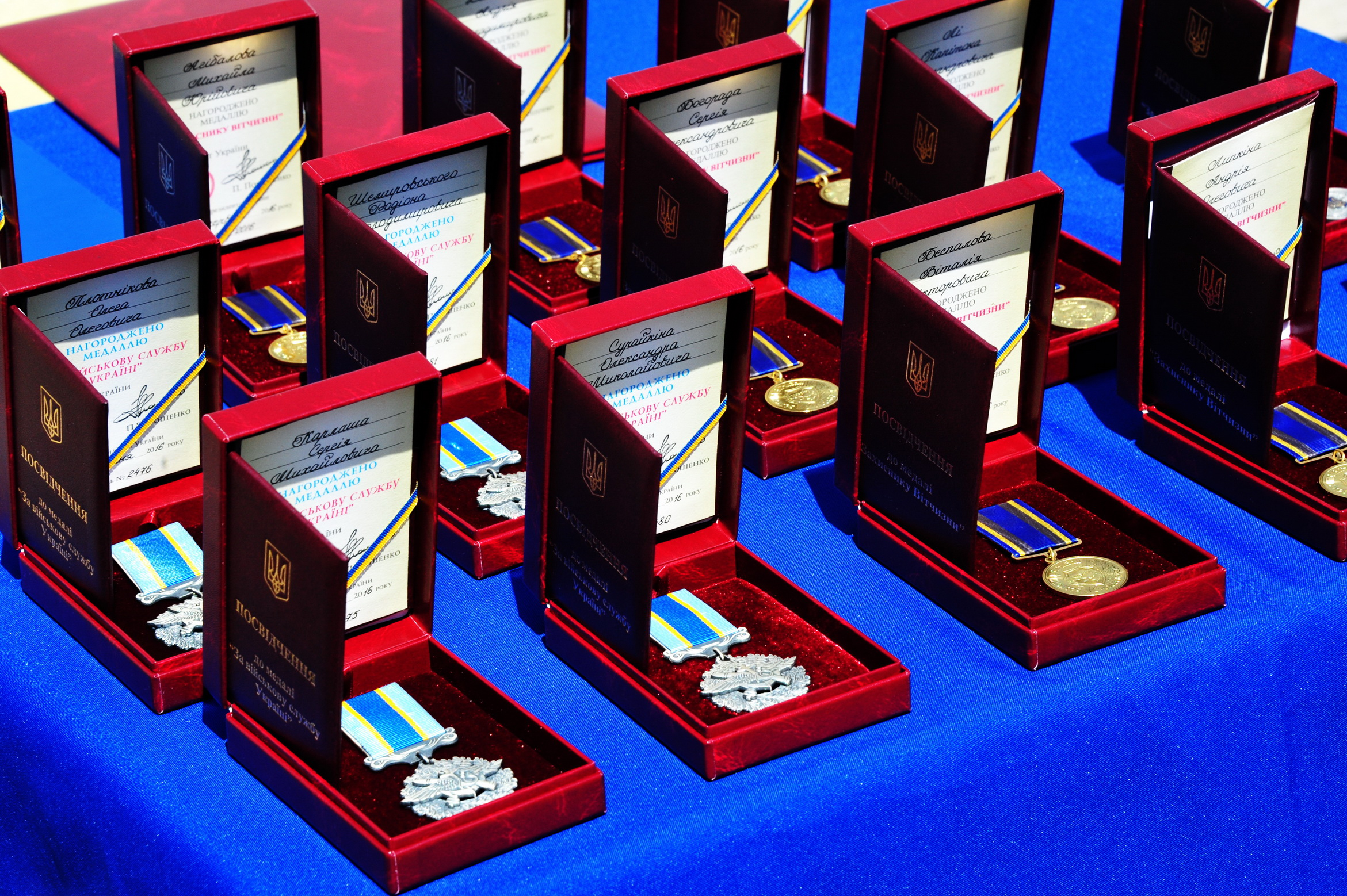
Premiação de medalhas "Por Serviço Militar à Ucrânia" e "Defensor da Pátria" na celebração do Dia das Forças Navais das Forças Armadas da Ucrânia em Odessa, em 2 de julho de 2016.

Uma condecoração do Presidente da Ucrânia, a Medalha "Defensor da Pátria" é concedida a veteranos de guerra e pessoas abrangidas pela Lei da Ucrânia “Sobre o Estatuto dos Veteranos de Guerra, Garantias da Sua Protecção Social” que residem na Ucrânia; bem como a cidadãos de outros países que participaram da libertação da Ucrânia da ocupação nazista. Também pode ser concedido a outros cidadãos da Ucrânia por coragem e bravura pessoais na proteção do interesse público e no fortalecimento da defesa e da segurança da Ucrânia.
A medalha é concedida por decreto do Presidente da Ucrânia. É apresentado pelo Presidente, chefes de órgãos do poder executivo central e local, líderes de formações militares e representantes estrangeiros. A medalha é concedida postumamente, sendo recebida pelos familiares do agraciado. Junto com a medalha “Defensor da Pátria”, o agraciado recebe um certificado no formato estabelecido.
A Medalha "Defensor da Pátria" também pode ser revogada pelo Presidente da Ucrânia em caso de condenação do destinatário por um crime grave. Uma segunda medalha não será emitida para substituir uma perdida. Uma segunda via poderá ser emitida excepcionalmente, desde que o agraciado não tenha conseguido evitar a perda da medalha.